# Stufenkegel im Waldviertel
Im niederösterreichischen Waldviertel liegt am Ober-Neustifter Steinberg (726 m) zwischen Zwettl und Groß Gerungs der im Volksmund als Steinpyramide bezeichnete Stufenkegel, in Mitteleuropa das bisher einzige bekannte Bauwerk dieser Art. Die Anlage unbekannten Alters, vom Bundesdenkmalamt im Jahr 2000 unter Schutz gestellt (Listeneintrag), besteht aus vier annähernd kreisförmig angelegten Ebenen und erreicht bei einem Durchmesser von 16,5 Metern eine Höhe von 6,8 Metern.
Eine Deutung oder Zuordnung als germanische Kultstätte oder urzeitliches Grabmal ist mangels einer ur- und frühgeschichtlichen Besiedlung dieses Gebietes unwahrscheinlich. Die ursprüngliche Verwendung der Anlage ist noch ungeklärt. Wahrscheinlich ist ein Baudatum vor dem 19. Jahrhundert im Zusammenhang mit der 1747 von Leopold Christoph von Schallenberg gegründeten Freimaurerloge im Schloss Rosenau. Das Mauerwerk ist aus locker an- und übereinander geschichteten Findlingssteinen zusammengesetzt. Auf Grund der labilen Steinschichtung muss eine Aufstiegshilfe in Form einer Holzkonstruktion bestanden haben.

## Bilder

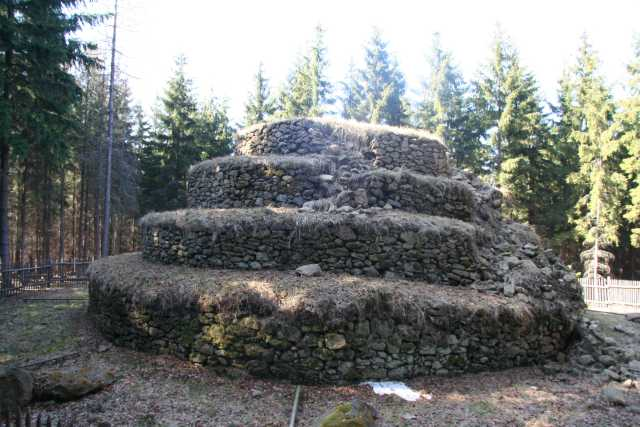
Sommer 2005
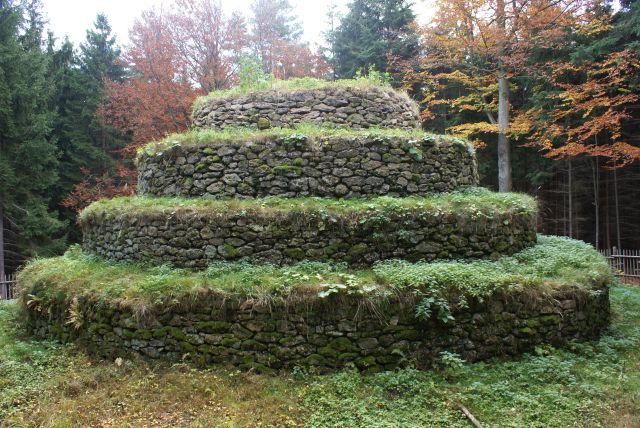
Oktober 2006
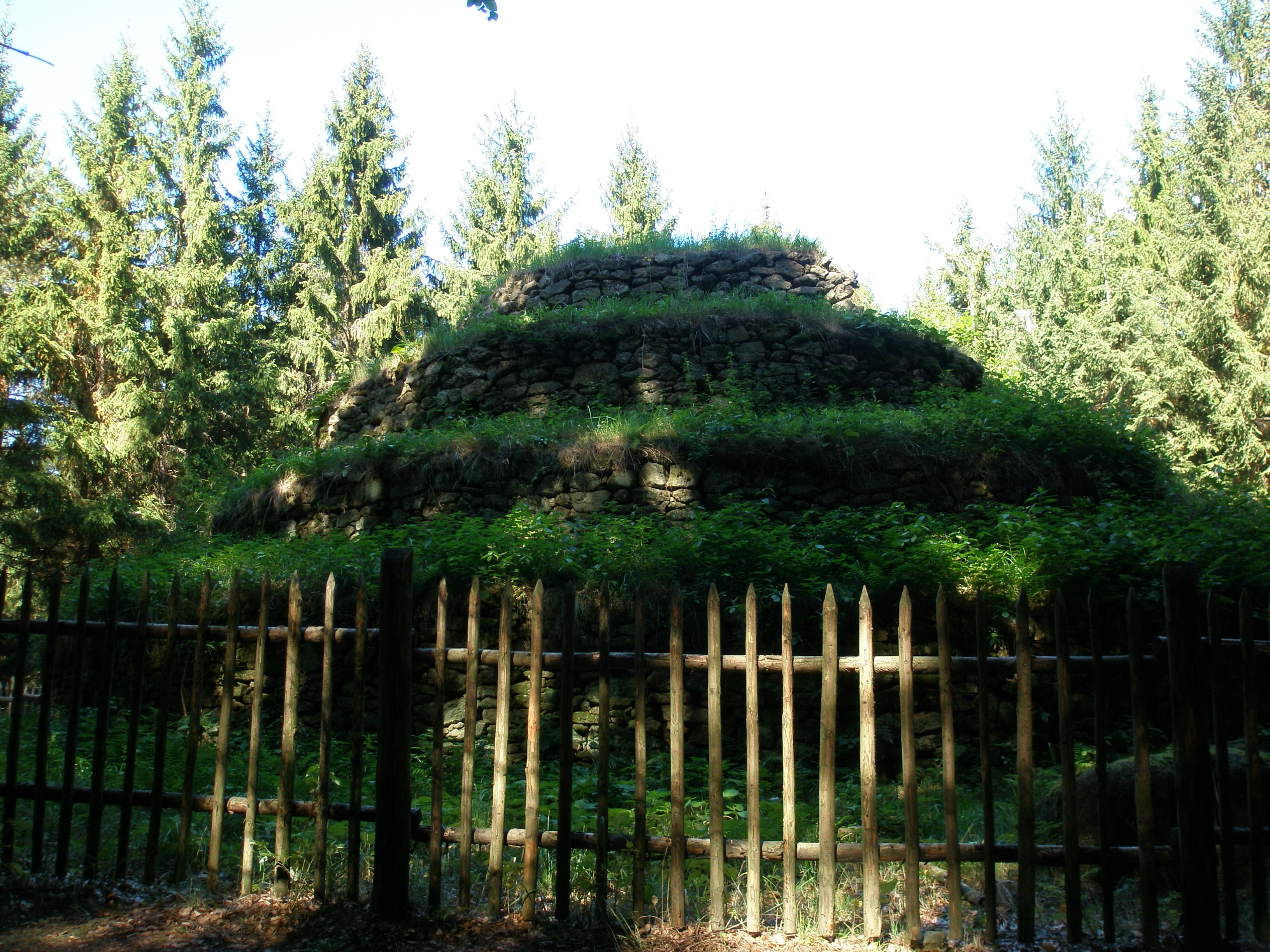
Spätsommer 2007
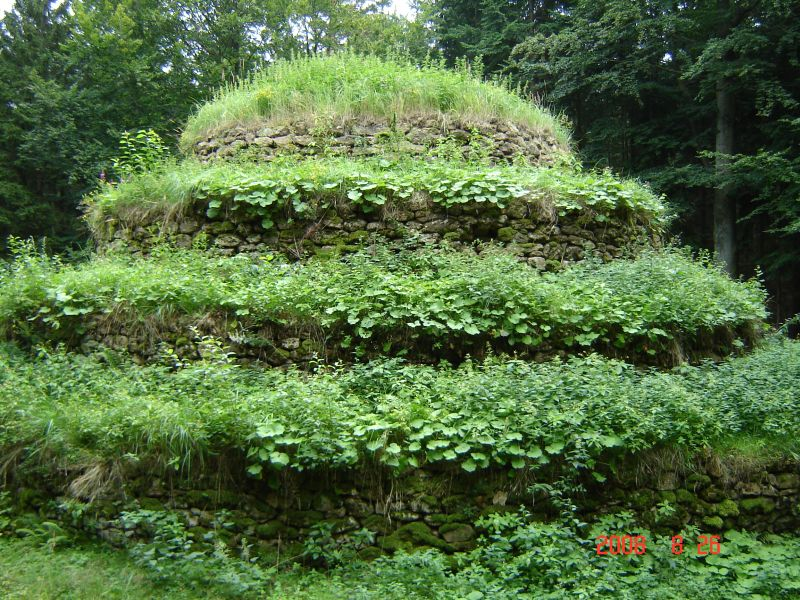
August 2008